# 김지휘
김지휘(본명: 김동혁, 1984년 3월 8일 ~ )는 대한민국의 배우, 가수이다.

## 학력
- 대경대학교 연극영화과 학사

## 경력
- 2005년 ~ 2008년 그룹 더 스토리 멤버

## 출연

### 방송

#### 드라마
- 2022년 SBS 《왜 오수재인가》 - 박 조교 역
- 2024년 tvN 《가석방 심사관 이한신》 - 스마일캐시 대리 김지웅 역

### 영화
- 2008년 《우리들의 부사관》

### 공연

#### 연극
- 2014년 《밑바닥에서》 - 페페르 역 (2014.03.01~2014.03.30)
- 2014년 《트랜스 십이야》 - 바이크 역 (2014.10.03~2014.12.31)
- 2015년 《모범생들》 - 수환 역 (2015.05.08~2015.08.02)
- 2015년 《모범생들》 - 박수환 역 (2015.09.04~2015.10.04)
- 2016년 《햄릿 - 더 플레이》 - 레어티즈 & 길덴스턴 역 (2016.08.02~2016.10.16)
- 2016년 《〈연극열전 6〉 4th 〈톡톡〉》 - 밥 역 (2016.10.27~2017.01.30)
- 2017년 《10주년 기념공연 연극 〈모범생들〉》 - 박수환 역 (2017.06.04~2017.08.27)
- 2017년 《2017 〈톡톡〉》 - 밥 역 (2017.10.20~2018.01.28)
- 2018년 《생쥐와 인간》 - 컬리 / 슬림 역 (2018.07.24~2018.10.14)
- 2018년 《나미야 잡화점의 기적》 - 코헤이 역 (2018.08.21~2018.10.21)
- 2018년 《톡톡》 - 밥 역 (2018.10.20)
- 2019년 《머더 미스터리》 - 용의자 역 (2019.06.04~2019.08.11)
- 2020년 《이퀄》 - 테오 역 (2020.09.18~2020.11.22)
- 2020년 《비프》 - 윤영준 역 (2020.12.05~2021.03.21)

#### 뮤지컬
- 2011년 《페임》 (2011.11.23~2012.01.29)
- 2012년 《커피프린스 1호점》 - 선기 역 (2012.02.24~2012.04.29)
- 2012년 《미남이시네요》 - 강신우 역 (2012.08.07~2012.09.09)
- 2012년 《락 오브 에이지》 - 프란츠 역 (2012.11.16~2013.02.03)
- 2013년 《헤이, 자나!》 - 자나 역 (2013.07.09~2013.08.18)
- 2013년 《아가사》 - 레이몬드 역 (2013.12.31~2014.02.23)
- 2014년 《아가사》 - 레이몬드 역 (2014.03.01~2014.04.27)
- 2014년 《비스티 보이즈》 - 이승우 역 (2014.07.11~2014.09.14)
- 2014년 《뮤지컬 토크 콘서트 집들이 - 물드는 배우들》 (2014.08.25)
- 2014년 《더 넥스트 페이지》 (2014.12.17~2014.12.23)
- 2015년 《마이 버킷 리스트》 - 해기 역 (2015.03.26~2015.05.31)
- 2015년 《풍월주》 - 사담 역 (2015.09.08~2015.11.22)
- 2015년 《쓰루 더 도어》 - 장 피에르 역 (2015.11.05~2015.12.31)
- 2015년 《총각네 야채가게》 - 철진 역 (2015.11.13~2015.12.31)
- 2016년 《2016 전설의 콘써트 with 집들이》 (2016.01.07~2016.01.10)
- 2016년 《사랑은 비를 타고》 - 동현 역 (2016.04.15~2017.08.27)
- 2016년 《마이 버킷 리스트》 - 강구 역 (2016.04.23~2016.07.03)
- 2016년 《총각네 야채가게》 - 철진 역 (2016.11.19~2016.12.31)
- 2017년 《꽃보다 남자 The Musical》 - 도묘지 츠카사 역 (2017.02.24~2017.05.07)
- 2017년 《위대한 캣츠비》 - 캣츠비 역 (2017.06.23~2017.10.01)
- 2017년 《사랑은 비를 타고》 - 동현 역 (2017.10.07~2020.01.19)
- 2017년 《올슉업》 - 데니스 역 (2017.11.24~2018.02.11)
- 2018년 《마이 버킷 리스트》 - 해기 역 (2018.02.24~2018.03.18)
- 2018년 《낭독뮤지컬 시리즈 4 〈어린왕자〉》 - 어린왕자 역 (2018.09.08~2018.09.16)
- 2018년 《뮤지컬 [미드나잇]》 - 맨 역 (2018.11.27~2019.02.10)
- 2019년 《빨래》 - 솔롱고 역 (2019.01.15~2019.09.01)
- 2019년 《달과 6펜스》 - 케이 역 (2019.03.01~2019.04.21)
- 2019년 《마이 버킷 리스트》 - 해기 역 (2019.08.09~2019.08.10)
- 2019년 《2019 웰컴대학로 - 웰컴씨어터 뮤지컬 [마이 버킷 리스트]》 - 해기 역 (2019.09.05~2019.09.15)
- 2019년 《뮤지컬 [머더러]》 - 앨런 역 (2019.09.20~2019.11.17)
- 2019년 《팬레터》 - 이윤 역 (2019.11.07~2020.02.02)
- 2020년 《마리 퀴리》 - 피에르 퀴리 역 (2020.02.07~2020.03.29)
- 2020년 《사랑은 비를 타고》 - 동현 역 (2020.02.14~2020.02.23)
- 2020년 《뮤지컬 〈렌트〉》 - 엔젤 역 (2020.06.13~2020.08.23)
- 2022년 《은밀하게 위대하게 : THE LAST》 - 리해랑 역 (2022.05.14~2022.07.03)

#### 콘서트
- 2019년 《다미로 콘서트》 (2019.02.23~2019.02.24)

#### 페스티벌
- 2017년 《2017 더 뮤지컬 페스티벌 인 갤럭시》 (2017.09.09~2017.09.10)

## 음반

### 정규

#### 노래
- 2005년 더 스토리 《Truth Heart Emotion Story》
  - 〈너와 나 영원히 (Aye Aye)〉
  - 〈Rain Song (하늘과 바람, 별과 시)〉
  - 〈비밀〉
  - 〈Truth〉
  - 〈보이지 않는 기다림〉
  - 〈즐겨찾기 (My Favorite)〉
  - 〈설레임〉
  - 〈그럴게...〉
  - 〈Never Again〉
  - 〈웃어봐요〉
  - 〈이별순간〉
  - 〈Love Is...〉
  - 〈Rain Song (4월)〉

### 싱글

#### 노래
- 2008년 더 스토리 《First Single 'Honesty'》
  - 〈Intro〉
  - 〈하루만〉
  - 〈떠날꺼면..〉
  - 〈하루만 (Acoustic Ver.)〉
  - 〈하루만 (Inst.)〉